# Yuliana Telegina
Yuliana Telegina, née le 22 mars 2002, est une gymnaste rythmique israélienne. 

## Palmarès

### Championnats du monde
- Bakou 2019
  -  Médaille d'argent par équipe.

### Championnats d'Europe
- Varna 2021
  -  Médaille d'or en groupe 3 cerceaux + 4 massues.
  -  Médaille de bronze par équipe.
  -  Médaille de bronze au concours général en groupe.
  -  Médaille de bronze en groupe 5 ballons.
- Kiev 2020
  -  Médaille d'or au concours général en groupe.
  -  Médaille d'argent en groupe 5 ballons.
  -  Médaille d'argent par équipes.

### Championnats d'Europe juniors
- Budapest 2017
  -  Médaille de bronze en groupe 10 massues.